# Walter Roth
Walter Roth (n. 11 noiembrie 1932, Sibiu ) este un medic de etnie germană (sas),  scriitor de limba germană și pictor talentat, originar din România.
Tatăl său a fost învățător în Șura Mică. După moartea tatălui său, el și mama sa au fost dați afară din locuința de serviciu a învățătorului, fiind obligați să se mute la Sibiu.
A absolvit facultatea de medicină și farmacie din Timișoara și, în octombrie 1957, a fost repartizat pentru stagiu în Delta Dunării, unde a petrecut un an, până în octombrie 1958. Amitirile din Deltă, viața grea și condițiile de izolare, lupta permanentă împotriva condițiilor medicale rudimentare din dispensar, împotriva asistentelor incapabile, a prejudecăților de care erau stăpânite soțiile pescarilor, precum și împotriva cadrelor politice, Walter Roth le-a strâns în cartea sa Gesang der Fischer. Als Arzt im Donaudelta.
În 1963 reușit cu greu să primească transferul în Regiunea Stalin (în prezent județul Brașov), devenind medic specialist în balneologie și fizioterapie la Brașov și la Ocna Sibiului.
A emigrat în Republica Federală Germania în 1965. Dorind să devină medic de familie, a obținut în 1968 un nou titlu de doctor, în acest domeniu, iar în 1970 și-a deschis un cabinet medical în Rosenheim.
A publicat multe articole pe teme medicale în reviste de specialitate
Este și un pictor talentat precum și colecționar de artă.

## Scrieri
- Gesang der Fischer. Als Arzt im Donaudelta (Cântecul pescarilor. Ca medic în Delta Dunării), Editura Hora, Sibiu, 2004  ISBN 973-8226-32-5
- Kurze Geschichte Siebenbürgens, Teil 1 (Scurtă istorie a Transilvaniei, partea 1), Editura WaRo, martie 2005
- Kurze Geschichte Siebenbürgens, Teil 2 (Scurtă istorie a Transilvaniei, partea a 2-a), Editura WaRo, februarie 2006
- Kurze Geschichte Siebenbürgens, Teil 3 (Scurtă istorie a Transilvaniei, partea a 3-a), Editura WaRo, ianuarie 2008
- Cântecul pescarilor. Medic în Delta Dunării (traducere în limba română de Dan Dănilă. Ediție revăzută și adăugită), Editura Dacia XXI, Cluj 2011. ISBN 9786066040891